# Kali Troy
Kalian "Kali" Kittie Troy conhecida pelo nome artístico Kali Troy ou Miss Kittie (7 de Março de 1982) é uma atriz, dubladora e cantora de rap e hip hop americana. Kali é conhecida por ter protagonizado a série da Disney, The Famous Jett Jackson como Lindy e por dublar Trixie em Jake Long: O Dragão Ocidental e por dublar Taranee em Witch.

## Dublagens
- W.I.T.C.H. (Série Animada) - Taranne
- Jake Long: O Dragão Ocidental - Trixie Carter
- The Proud Family - Allison (Creditada como Kittie)
- Danny Phantom - Star (Creditada como Miss Kittie)

## Televisão
- Grey's Anatomy - Jane
- Kisses - Leslie
- The Famous Jett Jackson - Lindy
- Acampamento de Verão - Dixie